# HD60455
HD60455 — хімічно пекулярна зоря спектрального класу A3, що має видиму зоряну величину в смузі V приблизно  9,7.
Вона  розташована на відстані близько 657,6 світлових років від Сонця.